# Friedrich Wasmann

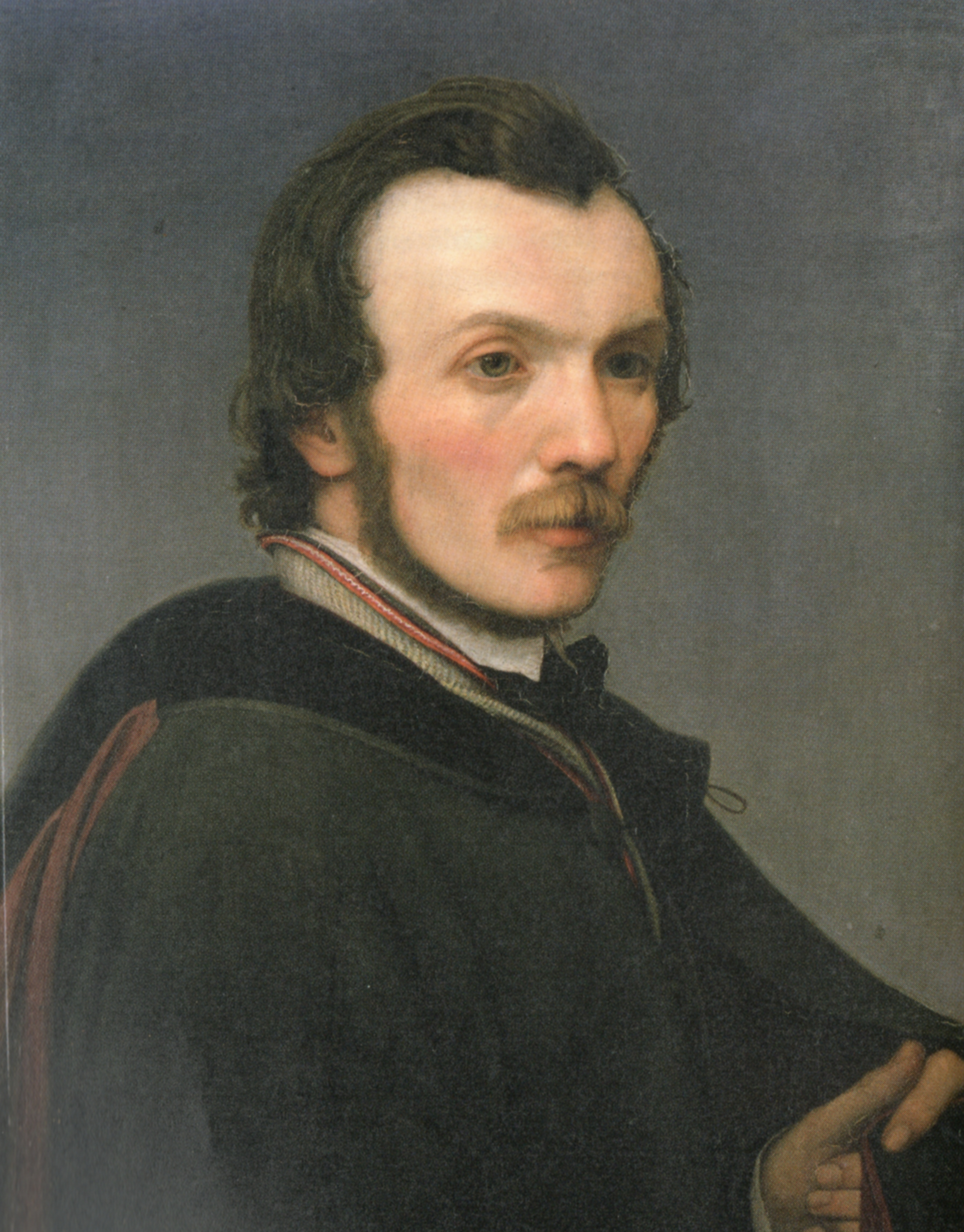
Selbstporträt von 1846

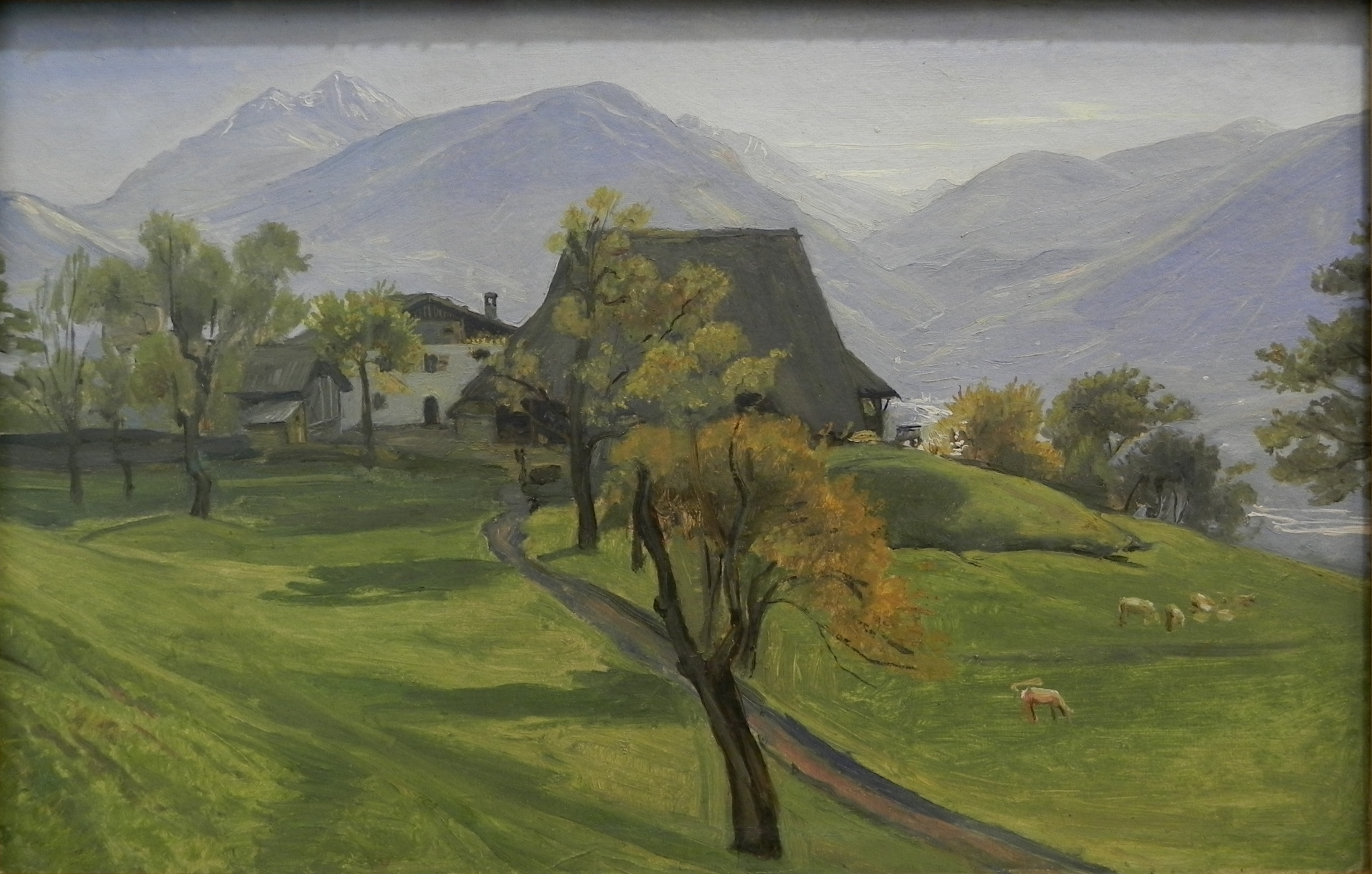
Meraner Bauernhof (1831)

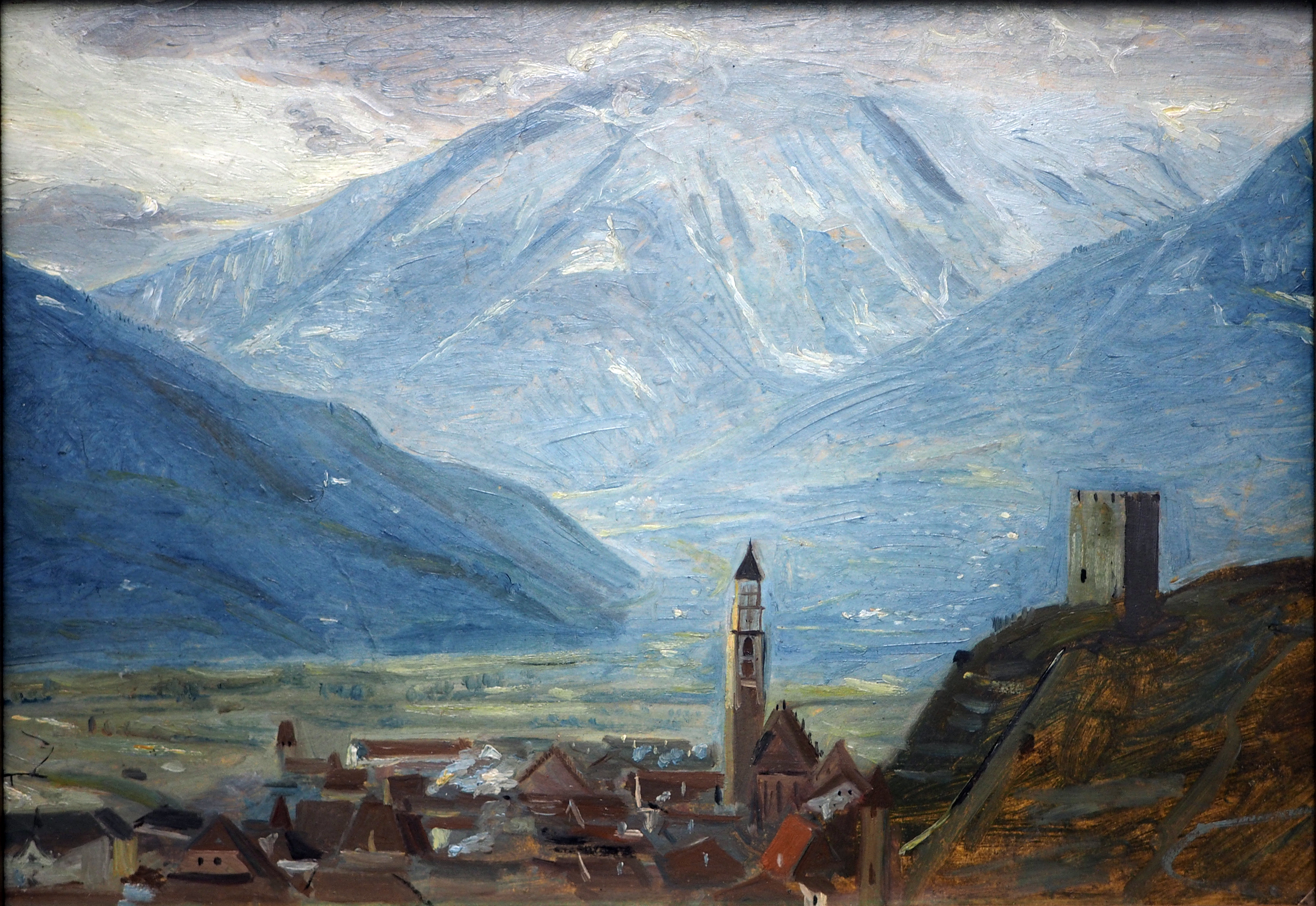
Meran im Winter (ca. 1840), Hamburger Kunsthalle

Rudolph Friedrich Wasmann (* 8. August 1805 in Hamburg; † 10. Mai 1886 in Meran) war ein deutscher Maler des Biedermeier.

## Leben
Mit 17 Jahren begann Friedrich Wasmann eine Ausbildung bei dem Hamburger Maler Christoffer Suhr. Nach Ausbildungsjahren an der Dresdner Akademie der Künste und der Münchner Akademie hielt er sich zum ersten Mal für zwei Jahre in Meran auf.
Von 1832 bis 1835 weilte er in Rom, wo er mit berühmten Kollegen wie Friedrich Overbeck, Joseph Anton Koch, Bertel Thorvaldsen und anderen zusammentraf und schließlich zum katholischen Glauben konvertierte.
Nach sechs weiteren Jahren in Meran und Bozen, wo er als Porträtmaler sehr gefragt war, kehrte er nach Hamburg zurück. Dort lernte er seine spätere Frau Emilie Krämer kennen, Tochter des Schulleiters Friedrich Erich August Krämer. Nach der Heirat 1846 ließ sich das junge Paar gemeinsam mit Emilies Stiefmutter in Meran nieder. Neben Porträts und Landschaftsskizzen malte er auch verschiedene religiöse Auftragswerke im Stil der Nazarener. Ein Teil seiner Werke hängt in der Hamburger Kunsthalle.
Im Hamburger Stadtteil Barmbek-Nord ist eine Straße (Wasmannstraße) nach ihm benannt. Diese liegt unmittelbar neben der Emil-Janßen-Straße. Wasmann und Victor Emil Janssen trafen sich in München an der Akademie der Bildenden Künste, wo sich Janßen einer kleinen Gruppe Hamburger Maler anschloss. Er war zudem Mitglied des Hamburger Künstlervereins von 1832.
Wasmann hatte eine Autobiografie verfasst, die von Bernt Grönvold aus seinem Nachlass herausgegeben wurde. Sein Sohn war der Jesuitenpater und Entomologe Erich Wasmann.
Sein Grabstein befindet sich an der Mauer nördlich der Kirche St. Nikolaus in Meran.

## Autobiografie
- Friedrich Wasmann. Ein deutsches Künstlerleben, von ihm selbst geschildert. München 1896, Neuauflage Leipzig 1915

## Ausstellungen (Auswahl)
- 2019: Hamburger Schule – Das 19. Jahrhundert neu entdeckt (12. April bis 14. Juli), Hamburger Kunsthalle